# 坂本憲司郎
坂本 憲司郎（さかもと けんしろう、5月31日 - ）は、日本の漫画家。熊本県出身。代表作に『突撃チキン！』、『BUSTER KEEL!』がある。

## 来歴
総合学園ヒューマンアカデミーを卒業後、2004年に『コミックボンボン』（講談社）にてニューアーティスト大賞で入選。『ボンボン』の一部のコーナーのイラストカットを担当し、2006年より同誌にて『突撃チキン!』でデビューを果たす。以後、講談社が発刊する漫画雑誌にて作品を連載する。
フランス出版社のkanaと契約してフランス語圏で『TOAH'S ARK』を出版するなど、国内外問わず活動中。

## 人物
子供のころから根っからの『コミックボンボン』読者で、数年分の『ボンボン』でベッドを作ったという逸話がある。
後に、コミクリでの企画でコミックボンボン関連のインタビュー漫画を掲載するに至る。
小田太郎とは、同世代かつでデビューした時期が近い事から意識する関係となっており、小田が描いていた『ろぼおっ!』とのコラボ漫画を描いた事がある。

## 作品リスト

### 連載
- 突撃チキン!（『コミックボンボン』2006年8月号 - 2007年12月号、全4巻）
- BUSTER KEEL!（『月刊少年ライバル』2008年11月号[7] - 2012年8月号[8]、全12巻）
- 漆黒の天（『少年マガジンR』2015年4号[9] - 2017年3号[10]、『月刊少年マガジン』2016年7月号[10]、全3巻）
- FAIRY TAIL ハッピーの大冒険（原作：真島ヒロ、『マガジンポケット』2018年7月26日[11] - 2020年4月2日、全8巻） - 第5巻から第8巻は電子書籍のみ刊行[12][13]。
- ゆーちゃと魔王（『コミックMeDu』[14]2021年2月19日[15] - 2023年7月21日、全5巻）
- 劣等紋の超越ヒーラー〜無敵の回復魔法で頼れる仲間と無双する〜（原作：蒼月浩二、キャラクター原案：てつぶた、『どこでもヤングチャンピオン』[16]2021年8月号[17] - 2023年2月号、全4巻） - コミカライズ[16]
- 辺境の農村で僕は魔法で遊ぶ（原作：よねちょ、キャラクター原案：雪島もも、『マンガがうがう』2022年9月26日[18] - 2023年8月21日[19]、全2巻） - コミカライズ
- TOAH'S ARK (Editions KANA よりフランス語圏で出版 2023年4月21日 - 2023年9月29日、全3巻 )
- Crazy Sun（『コミックMeDu』2023年10月27日[20][21] - 2025年2月21日、全3巻）-電子書籍のみ刊行
- 破滅フラグ回避のため山奥へ引き籠っていた最強の悪役は、助けたヒロインによって表舞台へ立たされる（原作：楓原こうた、『どこでもヤングチャンピオン』2025年1月号 - 連載中、既刊1巻）
- 魔法が使えないモブキャラに転生したけど、俺だけ使える【最強剣技】で成り上がる～推しの悪役令嬢の兄となった男は破滅フラグを叩き斬り、ゲーム世界で無双する～（原作：ジャジャ丸、『comicグラスト』 2025年91号 - 連載中、既刊1巻）

### 読切
- Twinkle Star!（『ピテカントロプス』2008年11月14日[22]）

### 挿絵
- ガンバト! ガンガン水鉄砲バトル!!（著：豊田巧、デザイン協力：タモリはタル、2016年3月15日発売[23]、角川つばさ文庫、KADOKAWA）

### その他
- 川西ノブヒロ『機械少年メカボーイ』単行本（2009年4月3日発売[24]、講談社）- イラスト寄稿[24]
- 黒ねこ7番勝負〜弾丸トラベニャーズ〜（『月刊少年ライバル』2010年5月号[25]） - 8作家による合作[25]
- 漫画王国熊本 マンガミュージアム展（2012年7月11日 - 9月10日開催、熊本近代文学館[26]） - 熊本ゆかりの漫画家として展示協力[26]
- 突撃ボンボン(2017年3月23日 - 2018年7月3日) - コミックボンボン作家たちへのルポ漫画
- 平成30年7月豪雨復興支援企画「西日本応援イラスト集」（『コミックDAYS』2018年8月配信[27]） - イラスト[27]